# Анчиков, Григорий Александрович
Григорий Александрович Анчиков (27 января 1914, село Верхние Тимерсяны, Симбирский уезд — 15 июня 2003, Минск, Белоруссия) — композитор, заслуженный деятель искусств Чувашской АССР, также участник советско-финской и Великой Отечественной войн.

## Биография
Григорий Александрович родился 27 января 1914 в селе Верхние Тимерсяны Симбирского уезда (ныне Цильнинский район, Ульяновская область). В 1933 году Григорий Анчиков окончил Оренбургский животноводческий техникум. С 1936 по 1939 год учился на композиторском отделении 1-го Ленинградского музыкального училища у М. А. Юдина и П. Б. Рязанова. В это время написал несколько песен на стихи чувашских поэтов. С 1939 года служил в армии, участвовал в советско-финской войне. Участник Великой Отечественной войны.
В 1950 году Г. А. Анчиков поступил (окончил в 1955 году) Белорусскую консерваторию, где учился композиции у В. А. Белого и А. В. Богатырёва. С того же года Григорий Александрович остался жить и работать в Минске.
В 1956—1965 годах — инструктор отдела культуры и искусства ЦК компартии Белоруссии, в 1966—1973 годах — художественный руководитель Белорусской филармонии.
Григорий Александрович Анчиков помог создать в Минске два известных вокально-инструментальных ансамбля — «Песняры» и «Верасы». Известный музыкант СССР Владимир Мулявин вспоминал:

Когда появилась идея организовать ансамбль «Песняры», я в первую очередь подошел к Григорию Александровичу и поделился своими мыслями. Он одобрил мою инициативу, а потом всячески нам помогал. Мы ему от души благодарны.
Как композитор, Григорий Александрович работал главным образом в области вокальной и инструментальной камерной музыки. Среди его сочинений есть работы и в симфоническом жанре, например «Праздничная увертюра» (1964), увертюра-фантазия «В селе Сильби» (1990).
В 1986 году Г. А. Анчиков два раза побывал с гастролями в Поволжье. Во время второго приезда нашёл возможность посетить родные места — село Верхние Тимерсяны и Ульяновск.
Большой вклад внёс Анчиков Григорий Александрович в развитие дружеских связей между Чувашией и Белоруссией.
В 1989 году стал заслуженным деятелем искусств Чувашской республики. Награждён орденом Отечественной войны 2-й степени, медалями, в том числе и польской.
Григорий Александрович Анчиков умер 15 июня 2003 года в городе Минске.